# Duke-of-York-Inseln
Die Duke-of-York-Inseln, deutsch von 1885 bis 1918 Neulauenburg oder auch Neu-Lauenburg, bilden eine Inselgruppe der East New Britain Province im zu Papua-Neuguinea gehörenden Bismarck-Archipel. Benannt sind sie nach Edward Augustus, Duke of York and Albany. Zwischen 1884 und 1919 waren sie Teil der deutschen Kolonie Deutsch-Neuguinea. Schon ab 1875 war die Gruppe Ausgangspunkt von Kolonialbestrebungen um die Handelshäuser Hernsheim und Godeffroy.

## Geographie

### Inseln

Die Duke-of-York-Inseln auf einer frühen deutschen Seekarte (1879)

Das 68 km² große Gebiet besteht aus zwölf Inseln:
| Inselname          | Alias | Koordinaten           | Fläche (km²) |
| ------------------ | ----- | --------------------- | ------------ |
| Duke-of-York-Insel |       | 04° 11′ S, 152° 27′ O | 51,80        |
| Ulu                |       | 04° 13′ S, 152° 25′ O | 10,00        |
| Makada             |       | 04° 07′ S, 152° 25′ O | 4,00         |
| Mioko              |       | 04° 14′ S, 152° 27′ O | 1,92         |
| Kabakon            |       | 04° 14′ S, 152° 24′ O | 0,76         |
| Kerawara           |       | 04° 15′ S, 152° 25′ O | 0,45         |
| Utuan              |       | 04° 14′ S, 152° 26′ O | 0,40         |
| Mualim             |       | 04° 13′ S, 152° 28′ O | 0,14         |
| Ruruan             |       | 04° 12′ S, 152° 25′ O | 0,13         |
| Mait Unanga        |       | 04° 07′ S, 152° 26′ O | 0,03         |
| Mait Iri           |       | 04° 07′ S, 152° 26′ O | 0,01         |
| Tonwalik           |       | 04° 14′ S, 152° 23′ O | 0,01         |

Die etwa 7 km südwestlich gelegenen Credner-Inseln, bestehend aus Big Pigeon und Pigeon, gehören nicht zu den Duke-of-York-Inseln.

### Lage
Die Duke-of-York-Gruppe liegt in einer gefährdeten Zone, da hier zwei tektonische Platten aufeinanderstoßen. Erdbeben und Tsunamis sind für die Bewohner der Inseln nichts Ungewöhnliches. Am 28. November 2000 wurde die Umsiedlung bzw. Evakuierung vieler Einwohner der Inseln verkündet, um Tote bei einem möglichen baldigen Absinken der Inselgruppe zu vermeiden.

## Bedeutende Inseln

### Duke-of-York-Insel (Hauptinsel)

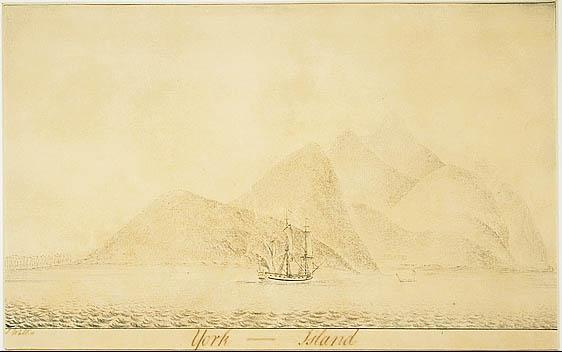
Zeichnung der Hauptinsel von Samuel Wallis um 1767

Die Duke-of-York-Insel (früher auch: Amacata oder Amakada) besteht aus terrassenförmig gehobenem Korallenkalk. Dies führt zu einem Auftreten von Andesit an manchen Stellen der Westküste. Sie ist etwa acht Kilometer lang. Im Norden lag der 1791 von John Hunter entdeckte, auch Balanawang genannte Hunterhafen.

### Kabakon
Die Insel Kabakon – oder zumindest ein großes Grundstück auf ihr – wurden zur Jahresmitte 1879 durch den Naturforscher Theodor Kleinschmidt erworben. Verkäufer waren einige Stammesangehörige der Nachbarinsel Utuan, die auf Kabakon Land hielten.
Zu deutschen Kolonialzeiten befanden sich auf Kabakon Kokosplantagen, der Verzehr von Kokosnüssen wurde beworben.

### Kerawara
Kerawara ist eine am südlichen Ende der Duke-of-York-Inseln gelegene Insel. Auf Kerawara befand sich eines der kaiserlichen Gerichte der Kolonie Deutsch-Neuguineas. Bis 1890 befand sich hier die Zentralverwaltung der Neuguinea-Kompagnie.

### Makada
Makada ist eine Insel im Norden der Duke-of-York-Gruppe. Im Februar 1876 ließ der Handelskapitän und spätere Kaufmann Eduard Hernsheim auf ihr eine Station zum Einkauf von Schildkrötenpanzern und zur Herstellung von Kopra errichten. Ab September war die Niederlassung vorübergehend Zentralstation der Südseefirma Hernsheim & Co. Im Dezember 1878 „erwarb“ Korvettenkapitän Bartholomäus von Werner den angrenzenden Ferguson-Hafen gegen Tauschwaren (umger. f. 400 Mark) für das Deutsche Reich. Die Niederlassung von Hernsheim & Co wurde im Juni 1879 wegen epidemischer Malariafälle wieder aufgegeben. Während der Kolonialzeit (1884–1914) wurde das frühere Stationsgelände zur extensiven Haltung von Rindern genutzt.
Am 5. November 1884 wurde auf der Insel die Reichsflagge gehisst. Bis 1899 zählte Makada zum östlichen Jurisdiktionsbezirk des Schutzgebiets der Neuguinea-Kompagnie. Anschließend und bis 1914 war sie Teil des Kaiserlichen Schutzgebietes Deutsch-Neuguinea.

### Mioko
Die kleine Insel im Süden der Inselgruppe ist etwa 1,6 Kilometer lang und 1,2 Kilometer breit und war die Ausgangsstation für die Kolonisation der Duke-of-York-Inseln. Während der deutschen Kolonialherrschaft befanden sich auf Mioko Kokosplantagen und eine Station der Deutschen Handels- und Plantagengesellschaft der Südseeinseln zu Hamburg (DHPG). Der Hafen auf Mioko wurde bereits 1878 von Deutschland in Anspruch genommen. Die deutsche Flagge auf Mioko wurde am 4. November 1884 durch den Kapitän des Kriegsschiffs Elisabeth gehisst.

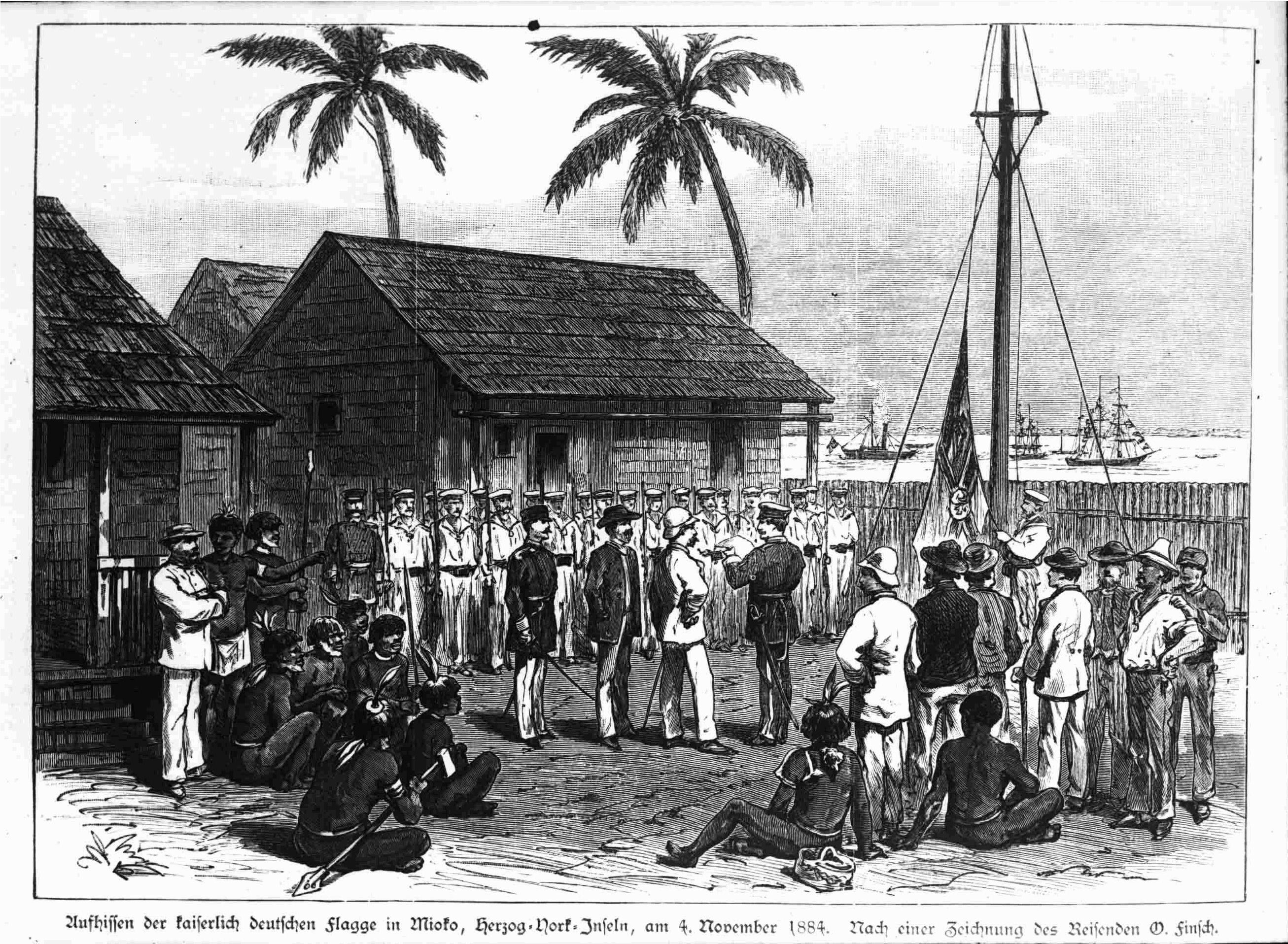
Hissen der deutschen Flagge auf Mioko
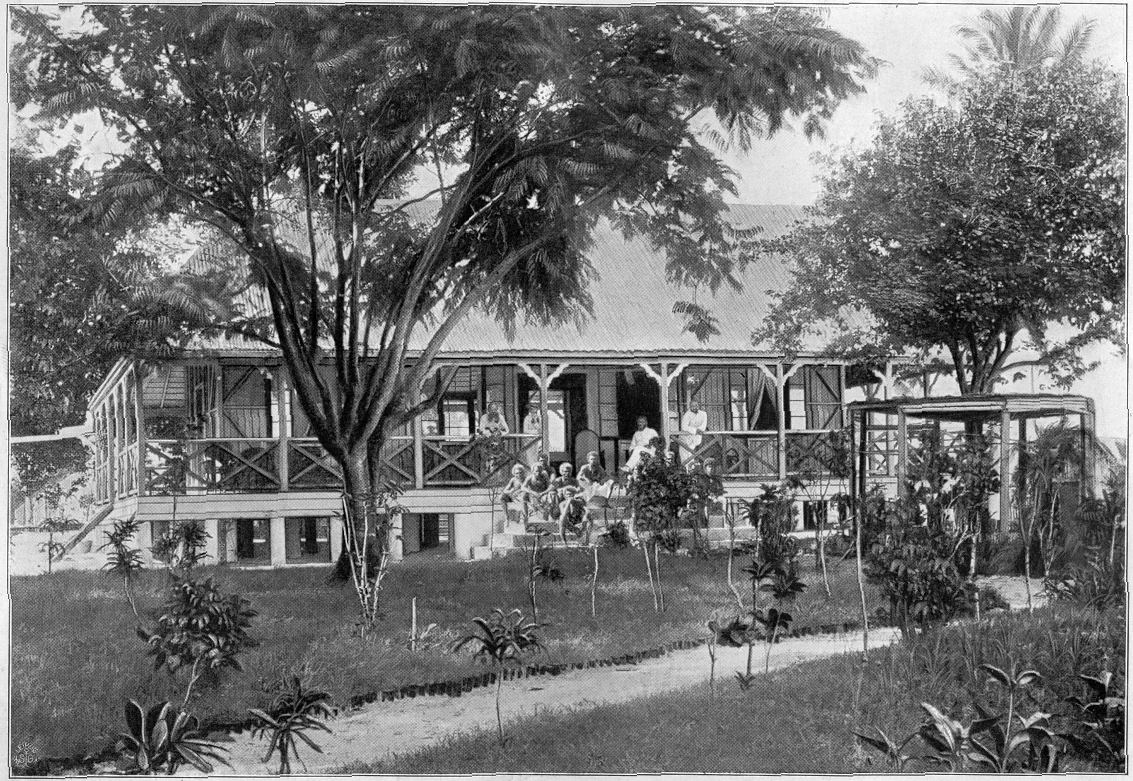
Handelsstation der Deutschen Handels- und Plantagengesellschaft auf der Insel Mioko
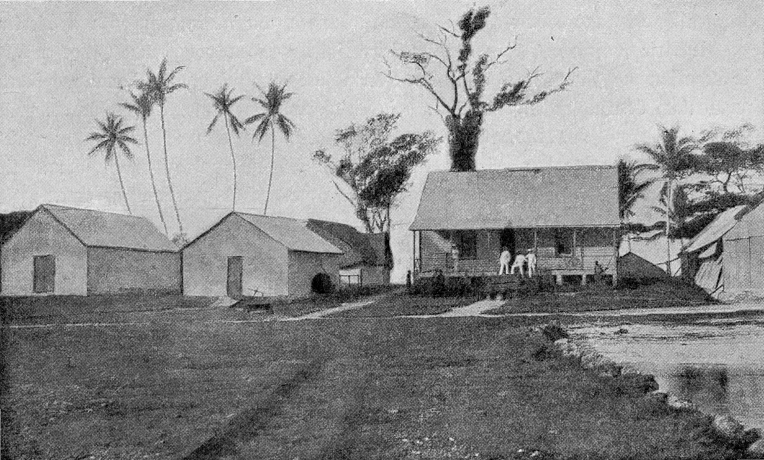
Mioko um 1900
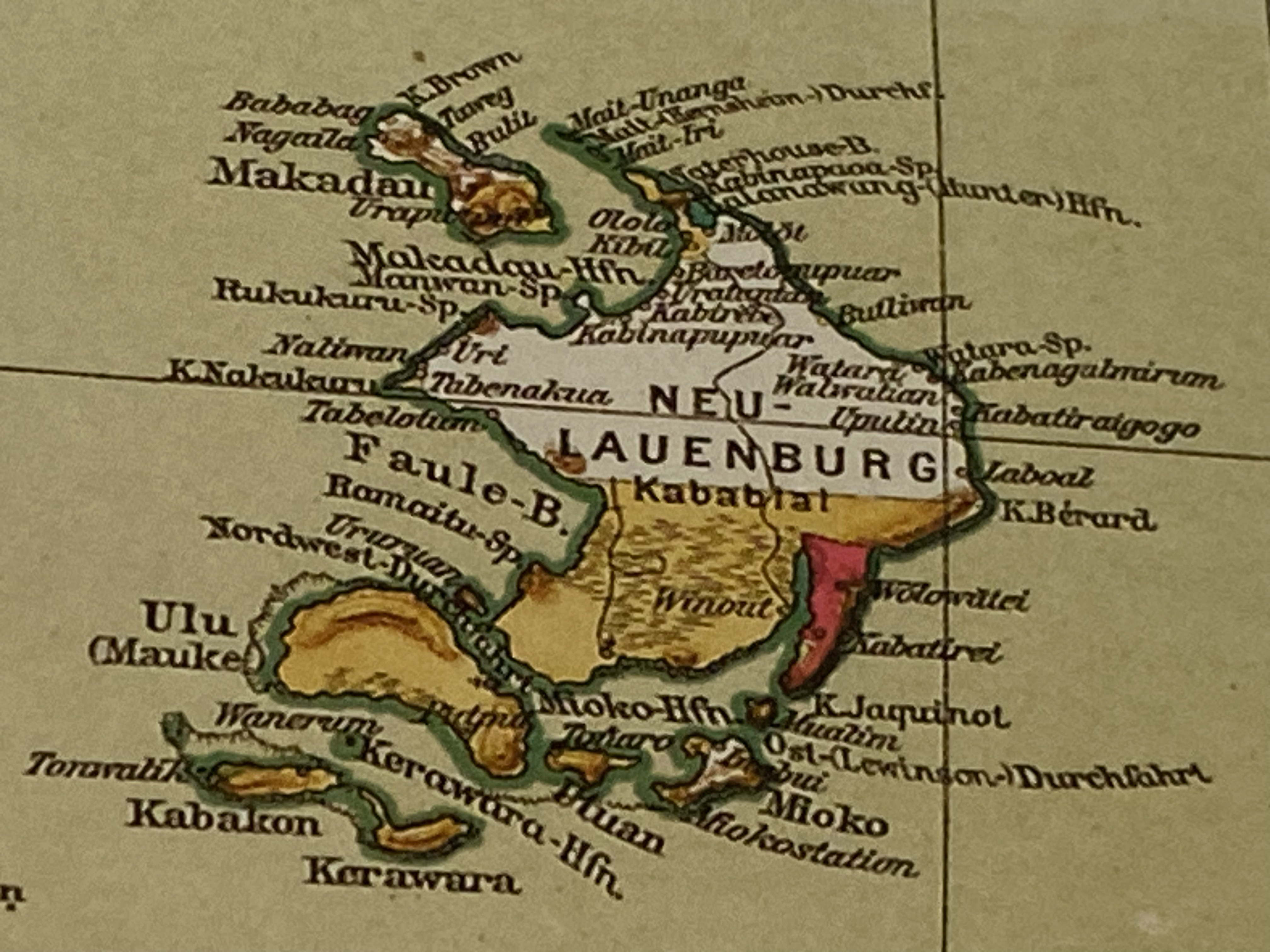
Karte von Neu-Lauenburg aus dem Grossen Kolonialatlas

### Ulu
Ulu ist eine Insel südwestlich der Hauptinsel und besteht aus Korallenkalk und Andesit. Im späten 19. Jahrhundert kaufte der deutsche Naturforscher Theodor Kleinschmidt die Insel einem Stamm auf der benachbarten Insel Utuan ab. Jedoch wurde er schon wenig später, im April 1881, von jenem Stamm bei einem von ihm provozierten Streit getötet. In der Forschungsliteratur ist allerdings umstritten, ob Kleinschmidt tatsächlich Ulu oder nicht vielmehr die südwestliche Nachbarinsel Kabakon erwarb.

## Klima
Es herrscht ein gemäßigt feuchtes, tropisches Seeklima. Trockenes Wetter auf den Duke-of-York-Inseln kündigt den baldigen Südost-Passat an. Die niedrigsten Durchschnittswerte von 23 °C liegen in den Monaten Juni bis September, die Höchsttemperaturen von 32 °C in den Monaten Dezember und Januar. Die Luftfeuchtigkeit schwankt zwischen 71 und 78 Prozent. Im Dezember werden durchschnittlich sechs, im März und April elf Regentage verzeichnet.

## Natur
Für gewöhnlich wachsen auf den Duke-of-York-Inseln kleinere Wälder, die u. a. aus der Schirmbaumart Pandanus dubius (von den Einwohnern der Inseln Uom genannt) bestehen. Daneben gibt es einige Grasflächen (Sorghum propinquum). An Blumen wachsen unter anderen Wachsblumen wie Hoya papillantha oder Hoya sororia (wobei angenommen wird, dass Hoya sororia mit Hoya papillantha identisch ist) oder Alpinia wie Alpinia oceanica, die auf Kerawara und Mioko gefunden wurden. Außerdem gibt es zum Beispiel die Orchideenart Leucophanes albescens. Das Moos Plagiochila miokensis kommt nur auf der Insel Mioko vor.
Auf der gesamten Inselgruppe kommt der Schmetterling Mycalesis phidon xanthias vor. Auf den Inseln leben außerdem etwa die Käferschnecke Lepidopleurus acuminatus oder die Feldheuschrecke Valanga nobilis miokoana. Zudem kommt die Wachtelart Excalfactoria lepida vor. Die Glattechsen Lygosoma impar und Lygosoma dahlii bewohnen ebenfalls die Inselgruppe. Der Schmetterling Ornithoptera priamus miokensis lebt nur auf der Insel Mioko. In den Küstengewässern leben der Blaue und der Schwarze Marlin, der Segelfisch und der Einfarben-Thun.

### Landwirtschaftliche Nutzung
Große Flächen der Inseln werden zum Anbau von Kokosnüssen, Bananen, Nüssen und anderen Früchten genutzt. In einigen Hausgärten werden Aibika (Abelmoschus manihot) und Maniok angebaut. Teilweise wird auch Kakao angebaut, obwohl die Pflanzungen nicht besonders ertragreich sind. Wasserbüffel werden zum Ziehen von mit Kokosnüssen und Kopra beladenen Karren verwendet.
Um Waren auf dem Wasserweg zu transportieren, kommen neben Einbäumen mit einfachem Ausleger auch auslegerlose Plankenboote zum Einsatz, die jedoch ihren Ursprung auf den Salomonen haben. Über Buka und Nissan verbreiteten sie sich schließlich bis nach Neuirland und hielten auch auf den Duke-of-York-Inseln Einzug.

## Bevölkerung

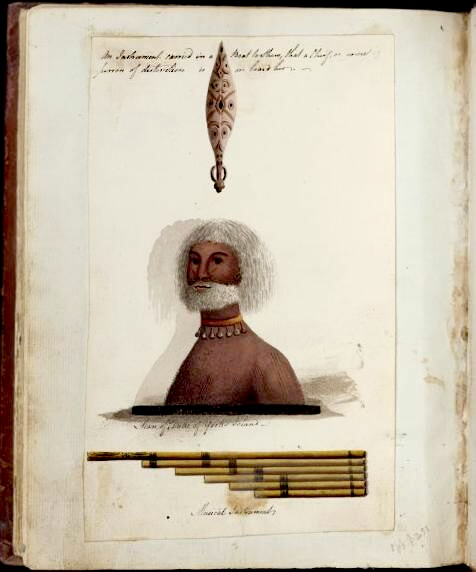
Ein Mann von den Duke-of-York-Inseln. Aquarell von
John Hunter ca. 1791

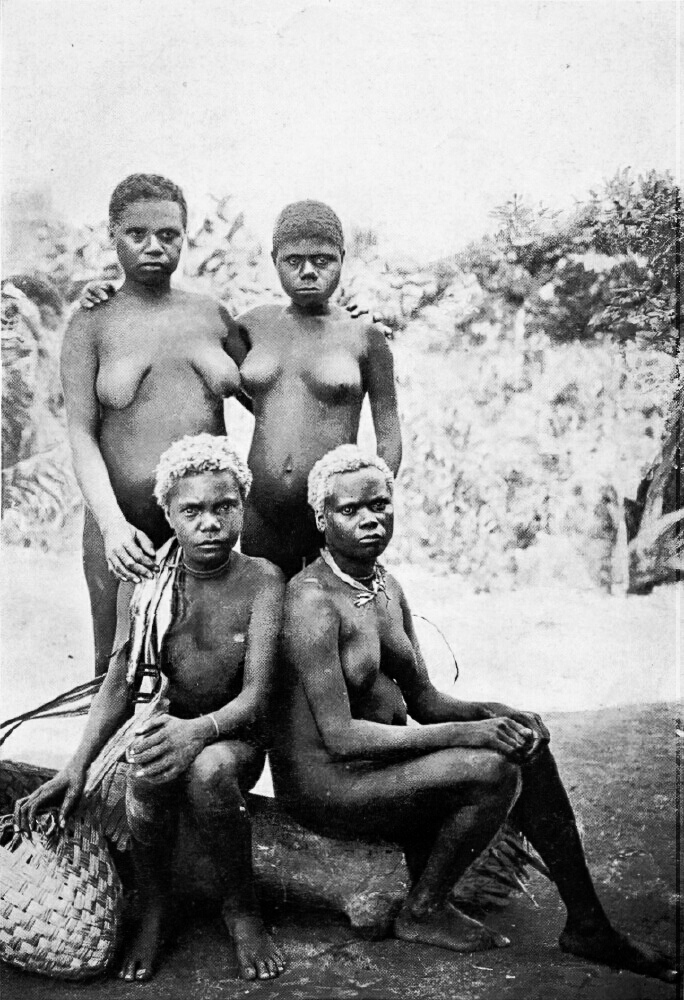
Frauen auf Mioko um 1900

1996 lebten auf den Inseln 12.000 Menschen. Daraus errechnet sich eine Bevölkerungsdichte von 207 Einwohnern/km². Viele Bewohner der Inseln sind auf andere Inseln der Region gezogen.
Auf den Duke-of-York-Inseln leben zu einem Großteil Melanesier. Dabei scheint es sich um eine Mischung aus den Einwohnern Neuirlands und Neubritanniens zu handeln, die wahrscheinlich in früheren Zeiten die Inseln besiedelten. Diese glauben, dass ihre Kultur erst mit der Ankunft des ersten Missionars auf den Inseln, Pater George Brown, entstand. Dessen erster Eindruck von den Einwohnern war: „Eingeborene splitternackt, höchst unerfreulich anzuschauen“.
Die Einwohner der Duke-of-York-Gruppe sprechen Ramoaaina, eine austronesische Sprache des westozeanischen Zweigs. Im Jahr 2000 wurde die Sprache von 10.266 Personen gesprochen. Dialekte von Ramoaaina sind Makada und Molot (gesprochen auf der Hauptinsel) sowie Aalawa (gesprochen vor allem auf Mioko, Ulu und den südlicheren Inseln). Der Makada-Dialekt unterscheidet sich stark von Ramoaaina und wird möglicherweise von den Sprechern anderer Dialekte nicht verstanden. Viele Menschen sprechen außerdem die Verkehrssprache Tok Pisin. Außerdem können Bewohner der Inseln, die zwischen 20 und 50 Jahren alt sind und die die Sekundarschule besucht haben, etwas Englisch sprechen. Von den über 50-Jährigen beherrschen auch einige die verwandte Sprache Kuanua der Tolai, die im Bereich von New Britain und New Ireland als Handelssprache verbreitet war.
Die meisten Menschen auf den Inseln leben vom Verkauf von Kopra. Dazu wurde 1995 ein eigenes Lagerhaus gegründet. Viele Männer behaupten, jährlich etwa zehn bis fünfzehn Tonnen Kopra zu verkaufen (3000 bis 4500 Kina je Haushalt und Jahr). Außerdem werden von den Einwohnern der Duke-of-York-Gruppe beträchtliche Mengen an Fisch in Kokopo verkauft. Allerdings sind diese Geschäfte nicht besonders ertragreich, da der Gewinn durch unzureichende Marketingvereinbarungen begrenzt ist.

## Geschichte
Die Inselgruppe wurde 1767 von dem Briten Philipp Carteret für Europa entdeckt. 1878 erwarb der Kapitän des Kriegsschiffes Ariadne für 400 Mark den Fergussonhafen auf der Insel Makada für das Deutsche Reich. Im Jahre 1884 wurde die Inselgruppe schließlich unter der Verwaltung Deutsch-Neuguineas dem deutschen Kolonialreich angegliedert. Neben der Kopra-Produktion war vor allem das Anwerben, teilweise auch die Zwangsverschleppung von Arbeitern vor allem von Neu-Mecklenburg (Neuirland), in die Kolonie Deutsch-Samoa bedeutend. Durchschnittlich 20 % der Verschleppten konnten nicht in ihre Heimatgebiete zurückkehren.
Nach dem Ersten Weltkrieg kamen die Duke-of-York-Inseln zu Großbritannien. Seit der Unabhängigkeit 1975 gehören sie zum Staat Papua-Neuguinea.

### Christliche Mission

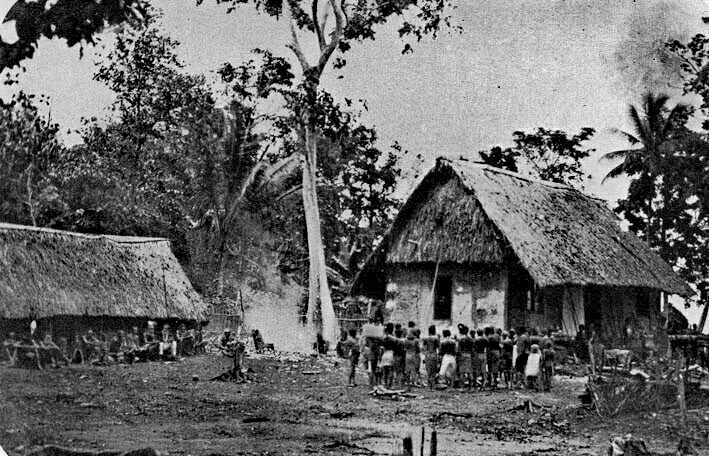
Das erste Haus George Browns in Port Hunter

Die methodistische Kirche begann als erste mit der Missionierung des Bismarck-Archipels: Am 15. August 1875 kam der Missionar George Brown auf die Inseln und gründete die Wesleyanische Mission im Bismarck-Archipel. Er ließ sich in Port Hunter (Hunterhafen) auf der Hauptinsel nieder. Zusammen mit einem Dutzend Helfern bekehrte er von Duke of York aus die benachbarten Inseln New Britain und New Ireland und gründete zahlreiche Gemeinden, die stets aus Siedlern und Einheimischen bestanden. Ab 1878 wurden Einheimische getauft, ab 1880 erste Laienprediger aus der indigenen Bevölkerung ernannt. Die Tötung und den Verzehr von vier Missionaren auf der Gazelle-Halbinsel New Britains durch Einheimische „bestrafte“ Brown 1878 mit einem Rachefeldzug, dem 20 Einheimische und eine Reihe von Häusern zum Opfer fielen. 1881 zog Brown mit seiner Familie nach Sydney. Katholische Missionare kamen ab 1882 für die Mission du Sacré Cœur auf die Inseln. Der überwiegende Teil der heutigen Bevölkerung hat methodistische Wurzeln und gehört der United Church in Papua New Guinea an, in der insbesondere die methodistischen Gemeinden 1968 aufgegangen sind.
Die Missionen wollten jedoch nicht nur die „ungläubigen Heiden“ zum Christentum bekehren, sondern verfolgten auch das Ziel, Kolonialwaren aus den Missionsgebieten zu exportieren. Im Süden der Hauptinsel befanden sich zu deutschen Kolonialzeiten beispielsweise Kokosplantagen der Katholischen Mission. Auch die Wesleyanische Mission besaß neben einer Station und einer Bildungsanstalt Kokosplantagen auf Ulu.

## Kulturelles

### Kulinarisches
Die wichtigsten Nahrungsmittel auf den Duke-York-Inseln sind Taro, Bananen und Yams. Auch Früchte und Nüsse sind wichtige Speisen. Hier dominieren Mangos, polynesische Kastanien, Ananas und Brotfrüchte. Nicht so verbreitet, aber dennoch erwähnenswert sind Parartocarpus, Sternfrüchte und Rambutan. Wahrscheinlich nahmen Früchte einen höheren Stellenwert in der Ernährung der Einheimischen ein, bevor die Europäer Süßkartoffeln und Maniok auf die Inseln brachten.
Eine lokale Spezialität ist ein Imbiss aus geraspeltem Maniok, Kokosnüssen und Fisch.
Von Dezember 1982 bis Februar 1983 wurden insgesamt 161 Familien aus sieben Dörfern befragt, was sie am Vortag gegessen haben. 76 Prozent hatten Süßkartoffeln, 72 Prozent Kokosnuss, 56 Prozent Bananen, zehn Prozent Taro, sechs Prozent Maniok, zwei Prozent Yams und ein Prozent Sago gegessen. Außerdem hatten 59 Prozent der Befragten Reis und 43 Prozent Fisch verzehrt.

### Masken
Die Bewohner der Duke-of-York-Inseln stellen vorwiegend aus Weichholz Masken her. Manche Masken werden auch mit Lehm auf einem Schildkrötenpanzer oder einer Kokosnussschale modelliert. Bemalt werden die Masken mit einer Mischung aus Erde und Holzkohle. Die Masken werden mit Muscheln, Hauern und Federn von Kasuaren verziert. Die Masken werden zu rituellen Maskentänzen benutzt, bei denen die Jungen in die Gemeinschaft eingeführt werden. Von den Bewohnern der Inseln werden die Masken auch als Lor-Masken bezeichnet. Die Masken beschreiben die Besiedlung der Inseln. Die Einwohner kannten früher nur drei Farben, die sie selbst herstellen konnten: Rot, Schwarz und Weiß. Rot wurde aus einer Erdart gewonnen, Schwarz wurde aus einer Mischung von Ruß und Palmöl erzeugt und Weiß wurde durch das Verbrennen von Korallen hergestellt.

### Schmuck
Der am meisten verbreitete Schmuck der Inseln sind Halsbänder. Diese werden von den Frauen getragen und bestehen aus kleinen Glasperlen und Zähnen einheimischer Possums. An kurzen herabhängenden Schnüren sind verschiedene kleinere Verzierungen befestigt.
Das Aussehen, der Wert und die Länge hängen vom Reichtum des Mannes ab. Die Vielfalt der Halsketten reicht von einfachen Perlenschnüren bis zu 6 cm breiten Bändern, deren Mittelstück aus Possumzähnen besteht. Erst diese Zähne verleihen den Schmuckstücken Wert, da jedes Possum nur zwei hierfür verwendbare Zähne besitzt. Oftmals müssen für nur eine Kette bis zu fünfzig Possums getötet werden. August Seidel berichtet von dem prachtvollen Halsband der Lieblingsfrau King Dicks mit einem 6 cm hohen und 4 cm breiten Mittelstück, das aus über einhundert Possumzähnen besteht.

### Traditionen
Eine besondere Tradition gibt es bei der Hochzeit: Eine Kokosnuss wird über den Köpfen des Paares gebrochen und das Kokoswasser wird über es geschüttet.
Jedes Jahr schicken die Einwohner der Duke-of-York-Gruppe ein mit Geld beladenes und mit grünen Blättern verziertes Kanu aufs Meer hinaus, um die Fische für ihre im vorigen Jahr gefangenen Verwandten mit Geld zu entschädigen.
Früher existierte auf den Inseln der Geheimbund Dukduk.